# 荀鳳
荀鳳（1458年—？），字文瑞，會州衛（治今河北省平泉縣西南會州城）軍籍直隸徐州人，明朝政治人物。

## 生平
順天府鄉試第三十六名舉人。弘治九年（1496年）中式丙辰科會試第四十七名，三甲第一百二十八名進士。授山西太平县知县，官至郎中，正德十年（1515年）四月考察以才力不及，降一級外調。

## 家族
曾祖荀原；祖父荀忠；父荀敬，母謝氏。具庆下。弟龍。